# Reverend Bizarre
Reverend Bizarre war eine finnische Doom-Metal-Gruppe.

## Bandgeschichte
Die Band wurde 1994 in Lohja gegründet. Nachdem Albert Magus, Peter Vicar und Juippi ihren Militärdienst beendet hatten, musste Vicar im Herbst 1997 nach Turku ziehen. Zugleich beeinträchtigte Juippis Konsum von Stimulantien dessen Spieltechnik.
Im Sommer 1998 zog Magus nach Turku und führte Reverend Bizarre mit Vicar fort. Zur Vervollständigung ihrer Besetzung nahmen sie Earl of Void auf, der kurz zuvor aus dem Gefängnis entlassen worden war und bereits mit Magus musiziert hatte. Sie spielten die Demoaufnahme Slice of Doom in drei Tagen (16., 17. und 23. August 1999) ein und versandten diese in der Hoffnung auf einen Plattenvertrag an einige Plattenfirmen.
Ursprünglich waren fünf Alben geplant. Am 17. August 2007 verkündete die Gruppe über MySpace ihre Auflösung nach ihrem letzten Studioalbum So long Suckers. Ende September 2007 kündigte sie jedoch die Aufnahme und Veröffentlichung mehrerer Tonträger an.
Nach dem Ende von Reverend Bizarre konzentrierten sich die Bandmitglieder auf ihre anderen Bands und Projekte. Albert Witchfinder betreibt seit 2005 The Puritan, wo er mit zwei Mitmusikern alle Ideen, die noch für Reverend Bizarre gedacht waren, umsetzt. Stilistisch geht diese Band in Richtung depressiver Doom Metal. Mit Armanenschaft und Azrael Rising betreibt er zwei weitere black-metal-orientierte Projekte (Reverend Bizarre hatten einige Stücke aus dem Black-Metal-Bereich wie Burzums Dunkelheit und Barathrums Dark Sorceress (Autumn Siege) gecovert und wollten vor der Auflösung ursprünglich auch Cover von Judas Iscariot und Sigh aufnehmen). Außerdem ist er seit 2009 bei Spiritus Mortis, der ersten Doom-Metal-Band aus Finnland überhaupt, aktiv, welche musikalisch schon eher in die Richtung des klassischen Reverend-Bizarre-Klangs geht. Opium Warlords hingegen ist ein Soloprojekt, in dem Albert Witchfinder für alle Instrumente und den Gesang zuständig ist und in der er langsamen Drone Doom mit wenig Gesang und fast schlagzeuglosen Klangmustern spielt. Bei Orne spielt er wieder mit Peter Vicar und Earl of Void zusammen, auch, wenn sich Albert Witchfinder, der für das erste Album den Gesang übernommen hat und diesen voraussichtlich auch für das zweite Album beisteuern wird, nicht als festes Mitglied der Band sieht. Die Gruppe wurde ursprünglich 1997 von Peter Vicar als Seitenprojekt gegründet. Stilistisch treten Orne in die Pfade des okkulten, verspielten 1970er-Jahre-Rock mit Hammond-Orgel und Querflöte, der trotz der gemeinsamen Beteiligung aller dreier früheren Reverend-Bizarre-Mitglieder kaum etwas mit der Musik von Reverend Bizarre zu tun hat. Peter Vicar startete 2007 die Band Lord Vicar, in der auch Christian Lindersson, der erste Sänger der schwedischen Doom-Metal-Band Count Raven, der auch bei Saint Vitus aktiv war, beteiligt ist.

## Stil
Reverend Bizarre sahen sich in der Tradition von Bands wie Saint Vitus, Pentagram, Witchfinder General, Trouble und The Obsessed. Der „dramatische“ Bariton-Gesang erinnert an spätere Werke von Saint Vitus, in Verbindung mit Fuzz-Gitarrenklang, „hämmerndem“ Schlagzeug und langen „tragischen“ Stücken stellt ihr Debütalbum laut Travis vom Webzine Diabolical Conquest einen der „reinsten Ausdrücke im modernen traditionellen Doom Metal“ dar. Inhaltlich beschäftigten sich Reverend Bizarre mit altbewährten Themen, wozu auch biblische (mit „böswilligen christlichen Beiklängen“) und geschichtliche Fragmente zählen; laut Travis wurden sie nach dem Debütalbum „anmaßend ironisch, Retro und ich-bewusst“.

## Diskografie

### Alben
- 2002: In the Rectory of the Bizarre Reverend (CD)
- 2005: II: Crush the Insects (CD)
- 2006: II: Crush the Insects (2LP)
- 2007: III: So long Suckers (2CD)
- 2009: In the Rectory of the Bizarre Reverend (2LP)

### Weitere
- 1996: Practice Sessions (unpublished rehearsal tape)
- 1999: Slice of Doom (Demo CDR/tape)
- 2003: You Shall Suffer! (Ultra-rare CDR)
- 2003: Split 7″ (mit Ritual Steel)
- 2003: Harbinger of Metal (74-minute CDEP)
- 2004: Split 12″ (mit Orodruin)
- 2004: Split 7″ (mit Minotauri)
- 2004: Slice of Doom 1999-2002 (Compilation CD)
- 2004: Return to the Rectory (Bonus-CD der neu gemasterten Wiederveröffentlichung von In the Rectory)
- 2005: Slave of Satan (CDS)
- 2006: Split 7″ (mit Mannhai)
- 2006: Thulsa Doom (7″ EP)
- 2007: Teutonic Witch (CDS)
- 2008: The Goddess of Doom (12" EP)
- 2008: Dark World/Deceiver (7" EP)
- 2008: Split 7″ / Split CDS (mit Kuolema)
- 2008: Split 12″ (mit Rättö ja Lehtisalo)
- 2008: Split 12″ (mit Mr Velcro Fastener)
- 2008: Split 12″ (mit Electric Wizard)
- 2009: Magick With Tears (2 LP of the previously unpublished In the Rectory pre-production demo)
- 2009: Death Is Glory…Now! (Compilation CD)
- 2009: Harbinger of Metal (2×12″ EP)